# 森重真人
森重 真人（もりしげ まさと、1987年5月21日 - ）は、広島県広島市安佐北区出身のプロサッカー選手。Jリーグ・FC東京所属。ポジションはミッドフィールダー（ディフェンシブハーフ）、ディフェンダー（センターバック）。元日本代表。

## 結果

### プロ入り前
広島市西区三篠町生まれ。3人兄弟の次男。兄の影響により、8歳（小学校3年生）の時にサッカーを始める。当時は肩まで伸びた長髪をなびかせて周囲の目を引き、「三篠のロン毛」と呼ばれた。三篠小学校4年の時、同市安佐北区口田に引越す。隣家は渡大生の実家だった。少年サッカーの強豪広島高陽FCに所属し全国大会に出場した。中学時にはサンフレッチェ広島ジュニアユースに所属。同期には槙野智章、左山晋平らがおり、当初はFWで槙野と2トップを組んでいたが、3年生になる頃、監督の月岡利明と上野展裕によって守備的MF（ボランチ）にコンバートされ主力として活躍した。上野曰く「読みがいいし、組み立てるのも上手（なので守備的MFの方が向いている）」「前 (FW) をやるにはちょっとスピードが足らない」という見方がコンバートの理由だったという。
しかし、ユースの昇格を逃す。昇格に漏れた経緯を今でも詳しく思い出せない程のショックを受けたが、上野監督から「サンフレッチェにスカウトしてもらえるようにがんばれ」と言葉を添えられ、また高校からの方がプロ入りに近付けると前向きに考え、広島皆実高校に進学。1年生の頃から守備的MFとして試合経験を重ね、2年生以降は中心選手として活躍し、U-17日本代表に選出された。高校の2年先輩には吉弘充志がいる。

### 大分トリニータ
世代を代表するボランチとして成長したが広島からプロ入りの声は掛からず、大分でスカウトを担当していた片野坂知宏の目に留まりオファーを受け、2006年に大分トリニータへ入団。森重は片野坂を「プロへの道を切り開いてくれた恩人」と語る。ボランチの選手としてプロ入りしたが、大分の監督だったシャムスカは森重をセンターバック（CB）として起用。フィジカルと空中戦の強さはチームメートの梅崎司からも高く評価されていた。
2007年シーズン後半より大分でのスターティングメンバーに抜擢され、最終節の対アルビレックス新潟戦ではプロ初得点を挙げた。
2008年からは退団した三木隆司に代わって、3バックの中央で定位置を確保するとMFとして養った守備の判断力と攻撃のセンスを発揮し、急成長。このポジションについて本人は「試合の流れを見て、読んで、相手のボールを奪う。先読みしてコースに入ってインターセプトしたり…というのが、自分に備わっている（ため合っている）」と語っている。大分のナピスコカップ優勝にも貢献した。リーグ戦最小失点となる堅守を築いた一方でラフプレーが多く、リーグ戦では11枚ものイエローカードを受けており、カードの多さについては本人も課題に挙げていた。

### FC東京
2009年のシーズン終了後チームのJ2降格や深刻な経営難が表面化したため移籍を決意。川崎フロンターレや浦和レッズとの競合の末2010年からFC東京に移籍することが発表された。
2010年のFC東京では、主に4バックの右CBに入り今野泰幸とコンビを組んでいたが、新人のキム・ヨングンのCB起用が増えるのに併せて層の薄いボランチに配される機会も多かった。ボランチでのプレーについて、加入当初の監督の城福浩は中盤の選手としての運動量、途中から監督に就任した大熊清は90分通してのアグレッシブさを課題に挙げており、必ずしもベストな選択ではないことをうかがわせていたが、湘南監督の反町康治からは「ボールを動かす力があるし、ドリブルでひとつ持ち運ぶことができる。」、LDUキト監督のエドガルド・バウサから「ディフェンスをしながら攻撃にも参加するという二重の役割をよくこなしていた。」 と、敵将から高く評価されることがしばしばあった。東京でもセットプレーなどでのターゲットになることが多く、FC東京での初得点はショートコーナーからのクロスを合わせたヘディングによるものだった。
2011年からは、大熊より「遊びで蹴っているのを見たら明らかに（チームで）一番うまい」とフリーキックのキッカーに指名され、ターゲット役と併行して務め、直接FKでの得点も挙げた。また前年のプレーを自省し 地道なステップワークの練習を重ねるなど ラフプレーの改善に取り組み、出場停止を1試合にとどめ チームでの公式戦最多出場を記録した。ラフプレーの減少については、小学校時代に所属していた高陽FCの代表から「あんなプレーするな。子どもに胸張ってあれが先輩だとよう言えん」と諭されたことが転換点だという。
2012年は今野の退団もあり、DFリーダーとして最終ラインを統率。前年に続いて公式戦チーム最多出場。
2013年より監督のランコ・ポポヴィッチに指名され、主将を務めた。心身両面に安定感を身に付けて大分在籍時から続いた守備の粗さを克服。初のベストイレブンに選出。
2014年は、世界仕様に近付くために激しさ と緻密さを磨き、DF勢で最多得票を集め 2年連続でのベストイレブンに選出。2015年はプレースキッカー太田宏介とのホットラインもあり J1での自己最多得点を記録。昨年に続き、DF勢で最多得票を集めたうえで、3年連続でのベストイレブンに選出。
2016年もキャプテンとして安定したプレーを行った。ACLではセンターバックながら1試合2ゴールも記録。4年連続でのベストイレブンを受賞した。
2017年は第2節・大宮アルディージャ戦で2017年シーズンのチーム初得点となるミドルシュートを決めて勝利に貢献した。しかし、7月2日のセレッソ大阪戦で負傷。左腓骨筋腱脱臼で全治4か月と発表された。
2018年からはキャプテンの座を譲ったが、長谷川健太が監督に就任したチームの要として活躍した。
2019年には自身初となるリーグ戦全試合出場を達成した。2020年は橋本拳人の移籍で空いたアンカーのポジションでも起用された。
2025年、6月14日のセレッソ大阪戦で史上11人目となるJ1通算500試合出場を達成した。

### 日本代表
2006年10月にはAFCユース選手権2006日本代表に選出され、グループリーグ第2戦の対タジキスタン戦で梅崎司からパスを受け豪快なミドルシュートを決めるなどの活躍により、日本の準優勝に貢献。
2008年2月には飛び級でU-23日本代表に選出。トゥーロン国際大会でアピールに成功し、同年開催の北京オリンピックメンバーにも選出され、グループリーグ全3試合に出場。アメリカ戦で決定機を逸するなど結果を残すことはできなかったが、日本サッカー協会アドバイザーのイビチャ・オシムは、守備面での能力（身体能力、精神力、ユーティリティー性）を高評価していた。9月29日に森島康仁と共にA代表に選出。監督の岡田武史からは「球出しのセンスがあり、ボール際もかなり戦える」と評された。
2013年、7月には東アジアカップ2013の日本代表に選出され、2009年1月以来約4年半ぶりにA代表復帰。同月21日の中国戦で国際Aマッチ初出場を果たした。韓国戦では跳躍力を活かした 空中戦やビルドアップで 出色の活躍により 日本の同大会初優勝に貢献し監督のアルベルト・ザッケローニからの評価 を高めた。
2014年6月開催のW杯ブラジル大会の日本代表メンバーに選出された。硬直化していた守備陣の中で 力強さと配球力を発揮して 主力を脅かす存在となり、本大会第1戦コートジボワール戦ではフル出場。しかし懸命に体を張った守備も及ばず 逆転負けを喫した。第2戦・第3戦は出場機会が無く、グループリーグ敗退に終わった。
2015年、同年8月の東アジアカップでは、日本代表の主将を務めた。

## 所属クラブ
- 1998年 - 1999年 広島高陽フットボールクラブ (広島市立口田小学校)[27]
- 2000年 - 2002年 サンフレッチェ広島ジュニアユース (広島市立口田中学校)[27]
- 2003年 - 2005年 広島皆実高校
- 2006年 - 2009年  大分トリニータ
- 2010年 -  FC東京

## 個人成績
| 国内大会個人成績 | 国内大会個人成績 | 国内大会個人成績 | 国内大会個人成績 | 国内大会個人成績 | 国内大会個人成績 | 国内大会個人成績 | 国内大会個人成績 | 国内大会個人成績 | 国内大会個人成績 | 国内大会個人成績 | 国内大会個人成績 |
| 年度             | クラブ           | 背番号           | リーグ           | リーグ戦         | リーグ戦         | リーグ杯         | リーグ杯         | オープン杯       | オープン杯       | 期間通算         | 期間通算         |
| 年度             | クラブ           | 背番号           | リーグ           | 出場             | 得点             | 出場             | 得点             | 出場             | 得点             | 出場             | 得点             |
| 日本             | 日本             | 日本             | 日本             | リーグ戦         | リーグ戦         | リーグ杯         | リーグ杯         | 天皇杯           | 天皇杯           | 期間通算         | 期間通算         |
| ---------------- | ---------------- | ---------------- | ---------------- | ---------------- | ---------------- | ---------------- | ---------------- | ---------------- | ---------------- | ---------------- | ---------------- |
| 2006             | 大分             | 15               | J1               | 2                | 0                | 0                | 0                | 0                | 0                | 2                | 0                |
| 2007             | 大分             | 15               | J1               | 20               | 1                | 3                | 0                | 2                | 1                | 25               | 2                |
| 2008             | 大分             | 6                | J1               | 28               | 3                | 7                | 1                | 0                | 0                | 35               | 4                |
| 2009             | 大分             | 6                | J1               | 23               | 1                | 2                | 0                | 0                | 0                | 25               | 1                |
| 2010             | FC東京           | 3                | J1               | 30               | 3                | 8                | 1                | 5                | 0                | 43               | 4                |
| 2011             | FC東京           | 3                | J2               | 37               | 6                | -                | -                | 6                | 3                | 43               | 9                |
| 2012             | FC東京           | 3                | J1               | 33               | 2                | 4                | 0                | 1                | 0                | 38               | 2                |
| 2013             | FC東京           | 3                | J1               | 33               | 1                | 5                | 0                | 2                | 0                | 40               | 1                |
| 2014             | FC東京           | 3                | J1               | 33               | 1                | 3                | 0                | 2                | 1                | 38               | 2                |
| 2015             | FC東京           | 3                | J1               | 32               | 7                | 4                | 0                | 1                | 0                | 37               | 7                |
| 2016             | FC東京           | 3                | J1               | 32               | 4                | 0                | 0                | 1                | 0                | 33               | 5                |
| 2017             | FC東京           | 3                | J1               | 17               | 1                | 4                | 1                | 0                | 0                | 21               | 1                |
| 2018             | FC東京           | 3                | J1               | 30               | 2                | 0                | 0                | 3                | 0                | 33               | 2                |
| 2019             | FC東京           | 3                | J1               | 34               | 2                | 4                | 0                | 0                | 0                | 38               | 2                |
| 2020             | FC東京           | 3                | J1               | 28               | 1                | 3                | 0                | -                | -                | 31               | 1                |
| 2021             | FC東京           | 3                | J1               | 35               | 4                | 6                | 0                | 0                | 0                | 41               | 4                |
| 2022             | FC東京           | 3                | J1               | 28               | 2                | 3                | 0                | 2                | 0                | 33               | 2                |
| 2023             | FC東京           | 3                | J1               | 29               | 0                | 5                | 1                | 0                | 0                | 34               | 1                |
| 2024             | FC東京           | 3                | J1               | 23               | 0                | 3                | 1                | 2                | 1                | 28               | 2                |
| 通算             | 日本             | 日本             | J1               | 490              | 35               | 64               | 5                | 21               | 3                | 575              | 43               |
| 通算             | 日本             | 日本             | J2               | 37               | 6                | -                | -                | 6                | 3                | 43               | 9                |
| 総通算           | 総通算           | 総通算           | 総通算           | 527              | 41               | 64               | 5                | 27               | 6                | 618              | 52               |

その他の公式戦
- 2012年
  - スーパーカップ 1試合0得点

| 国際大会個人成績 | 国際大会個人成績 | 国際大会個人成績 | 国際大会個人成績 | 国際大会個人成績 |
| 年度             | クラブ           | 背番号           | 出場             | 得点             |
| AFC              | AFC              | AFC              | ACL              | ACL              |
| ---------------- | ---------------- | ---------------- | ---------------- | ---------------- |
| 2012             | FC東京           | 3                | 7                | 0                |
| 2016             | FC東京           | 3                | 7                | 2                |
| 2020             | FC東京           | 3                | 6                | 0                |
| 通算             | AFC              | AFC              | 20               | 2                |

その他の国際公式戦
- 2009年
  - パンパシフィックチャンピオンシップ2009 2試合0得点
  - スルガ銀行チャンピオンシップ2009 1試合0得点
- 2010年
  - スルガ銀行チャンピオンシップ2010 1試合0得点
- 2016年
  - AFCチャンピオンズリーグ2016・プレーオフ 1試合0得点
- 2020年
  - AFCチャンピオンズリーグ2020・プレーオフ 1試合0得点

出場歴
- 2006年03月12日：Jリーグ初出場 - J1第02節 vsサンフレッチェ広島 (九石ド)
- 2007年12月01日：Jリーグ初得点 - J1第34節 vsアルビレックス新潟 (東北電ス)
- 2010年11月20日：J1 100試合出場 - J1第31節 vs川崎フロンターレ (味スタ)
- 2014年11月22日：J1 200試合出場 - J1第32節 vsアルビレックス新潟 (味スタ)

## タイトル

### チーム
大分トリニータ
- Jリーグカップ：1回（2008年）

FC東京
- J2リーグ：1回（2011年）
- Jリーグカップ：1回（2020年）
- 天皇杯 JFA 全日本サッカー選手権大会：1回（2011年）
- スルガ銀行チャンピオンシップ：1回（2010年）

### 代表
日本代表
- 東アジアカップ：1回（2013年）

### 個人
- Jリーグベストイレブン：5回（2013年、2014年、2015年、2016年、2019年）
- Jリーグ優秀選手賞：8回（2008年、2013年、2014年、2015年、2016年、2018年、2019年、2020年）

## 代表歴
- 2013年7月21日：国際Aマッチ初出場 - 東アジアカップ2013決勝ラウンド第1節 vs 中国代表 ( ソウルワールドカップ競技場)
- 2014年3月5日：国際Aマッチ初得点 - キリンチャレンジカップ2014 vs ニュージーランド代表 ( 国立霞ヶ丘競技場陸上競技場)

### 出場大会
- 広島県選抜
  - 2005年 岡山国体
- 日本高校選抜候補
  - 2005年
- U-17日本代表
  - 2004年 サニックス杯国際ユースサッカー大会 (準優勝)、Ten Brinke Tournament
- U-18日本代表
  - 2005年 スロバキアカップ ピエスタニー2005、SBSカップ (準優勝)、AFCユース選手権予選
- U-19日本代表
  - 2006年 カタール国際ユーストーナメント (優勝)、AFCユース選手権2006 (準優勝)
- U-20日本代表
  - 2007年 トゥーロン国際大会 (グループリーグ敗退)、2007 FIFA U-20ワールドカップ (ベスト16)
- U-23日本代表
  - 2008年 トゥーロン国際大会 (4位)、北京オリンピック (グループリーグ敗退)
- 日本代表
  - 2008年 2010 FIFAワールドカップ・アジア予選[62] (離脱)
  - 2009年 AFCアジアカップ最終予選 (離脱[74])
  - 2010年 AFCアジアカップ2011 予備登録[75]
  - 2011年 2014 FIFAワールドカップ・アジア予選 予備登録[76]
  - 2013年 東アジアカップ2013 (優勝)
  - 2014年 2014 FIFAワールドカップ (グループリーグ敗退)
  - 2015年 AFCアジアカップ2015 (ベスト8)、2018 FIFAワールドカップ・アジア2次予選、東アジアカップ2015 (4位)
  - 2016年 キリンカップサッカー2016、2018 FIFAワールドカップ・アジア3次予選

### 試合数
- 国際Aマッチ 41試合 2得点 (2013年 - 2017年)[5]

| 日本代表 | 国際Aマッチ | 国際Aマッチ |
| 年       | 出場        | 得点        |
| -------- | ----------- | ----------- |
| 2013     | 6           | 0           |
| 2014     | 11          | 1           |
| 2015     | 12          | 1           |
| 2016     | 10          | 0           |
| 2017     | 2           | 0           |
| 通算     | 41          | 2           |

### 出場
| No. | 開催日         | 開催都市       | スタジアム                               | 対戦国                   | 結果        | 監督           | 大会                                                            |
| --- | -------------- | -------------- | ---------------------------------------- | ------------------------ | ----------- | -------------- | --------------------------------------------------------------- |
| 1.  | 2013年7月21日  | ソウル         | ソウルワールドカップ競技場               | 中国                     | △3-3        | ザッケローニ   | EAFF東アジアカップ2013                                          |
| 2.  | 2013年7月28日  | ソウル         | ソウルオリンピック主競技場               | 韓国                     | ○2-1        | ザッケローニ   | EAFF東アジアカップ2013                                          |
| 3.  | 2013年9月6日   | 大阪           | 長居陸上競技場                           | グアテマラ               | ○3-0        | ザッケローニ   | キリンチャレンジカップ2013                                      |
| 4.  | 2013年9月10日  | 横浜           | 日産スタジアム                           | ガーナ                   | ○3-1        | ザッケローニ   | キリンチャレンジカップ2013                                      |
| 5.  | 2013年10月15日 | ジョジナ       | トルペド・スタジアム                     | ベラルーシ               | ●0-1        | ザッケローニ   | 国際親善試合                                                    |
| 6.  | 2013年11月19日 | ブリュッセル   | ボードゥアン国王競技場                   | ベルギー                 | ○3-2        | ザッケローニ   | 国際親善試合                                                    |
| 7.  | 2014年3月5日   | 新宿           | 国立霞ヶ丘競技場陸上競技場               | ニュージーランド         | ○4-2        | ザッケローニ   | キリンチャレンジカップ2014                                      |
| 8.  | 2014年5月27日  | さいたま       | 埼玉スタジアム2002                       | キプロス                 | ○1-0        | ザッケローニ   | キリンチャレンジカップ2014                                      |
| 9.  | 2014年6月2日   | タンパ         | レイモンド・ジェームス・スタジアム       | コスタリカ               | ○3-1        | ザッケローニ   | 国際親善試合                                                    |
| 10. | 2014年6月6日   | タンパ         | レイモンド・ジェームス・スタジアム       | ザンビア                 | ○4-3        | ザッケローニ   | 国際親善試合                                                    |
| 11. | 2014年6月14日  | レシフェ       | アレナ・ペルナンブーコ                   | コートジボワール         | ●1-2        | ザッケローニ   | 2014 FIFAワールドカップ                                         |
| 12. | 2014年9月5日   | 札幌           | 札幌ドーム                               | ウルグアイ               | ●0-2        | アギーレ       | キリンチャレンジカップ2014                                      |
| 13. | 2014年9月9日   | 横浜           | 日産スタジアム                           | ベネズエラ               | ○3-0        | アギーレ       | キリンチャレンジカップ2014                                      |
| 14. | 2014年10月10日 | 新潟           | デンカビックスワンスタジアム             | ジャマイカ               | ○1-0        | アギーレ       | キリンチャレンジカップ2014                                      |
| 15. | 2014年10月14日 | カラン         | シンガポール・ナショナルスタジアム       | ブラジル                 | ●0-4        | アギーレ       | 国際親善試合                                                    |
| 16. | 2014年11月14日 | 豊田           | 豊田スタジアム                           | ホンジュラス             | ○6-0        | アギーレ       | キリンチャレンジカップ2014                                      |
| 17. | 2014年11月18日 | 大阪           | ヤンマースタジアム長居                   | オーストラリア           | ○2-1        | アギーレ       | キリンチャレンジカップ2014                                      |
| 18. | 2015年1月12日  | ニューカッスル | ニューカッスル国際スポーツセンター       | パレスチナ               | ○4-0        | アギーレ       | AFCアジアカップ2015                                             |
| 19. | 2015年1月16日  | ブリスベン     | ブリスベン・スタジアム                   | イラク                   | ○1-0        | アギーレ       | AFCアジアカップ2015                                             |
| 20. | 2015年1月20日  | メルボルン     | メルボルン・レクタンギュラー・スタジアム | ヨルダン                 | ○2-0        | アギーレ       | AFCアジアカップ2015                                             |
| 21. | 2015年1月23日  | シドニー       | スタジアム・オーストラリア               | アラブ首長国連邦         | ●1-1(PK4-5) | アギーレ       | AFCアジアカップ2015                                             |
| 22. | 2015年3月31日  | 調布           | 味の素スタジアム                         | ウズベキスタン           | ○5-1        | ハリルホジッチ | JALチャレンジカップ2015                                         |
| 23. | 2015年8月2日   | 武漢           | 武漢体育中心                             | 朝鮮民主主義人民共和国   | ●1-2        | ハリルホジッチ | EAFF東アジアカップ2015                                          |
| 24. | 2015年8月5日   | 武漢           | 武漢体育中心                             | 韓国                     | △1-1        | ハリルホジッチ | EAFF東アジアカップ2015                                          |
| 25. | 2015年8月9日   | 武漢           | 武漢体育中心                             | 中国                     | △1-1        | ハリルホジッチ | EAFF東アジアカップ2015                                          |
| 26. | 2015年9月3日   | さいたま       | 埼玉スタジアム2002                       | カンボジア               | ○3-0        | ハリルホジッチ | 2018 FIFAワールドカップ・アジア2次予選兼 AFCアジアカップUAE予選 |
| 27. | 2015年9月8日   | テヘラン       | アザディ・スタジアム                     | アフガニスタン           | ○6-0        | ハリルホジッチ | 2018 FIFAワールドカップ・アジア2次予選兼 AFCアジアカップUAE予選 |
| 28. | 2015年10月13日 | テヘラン       | アザディ・スタジアム                     | イラン                   | △1-1        | ハリルホジッチ | 国際親善試合                                                    |
| 29. | 2015年11月12日 | カラン         | シンガポール・ナショナルスタジアム       | シンガポール             | ○3-0        | ハリルホジッチ | 2018 FIFAワールドカップ・アジア2次予選兼 AFCアジアカップUAE予選 |
| 30. | 2016年3月24日  | さいたま       | 埼玉スタジアム2002                       | アフガニスタン           | ○5-0        | ハリルホジッチ | 2018 FIFAワールドカップ・アジア2次予選兼 AFCアジアカップUAE予選 |
| 31. | 2016年3月29日  | さいたま       | 埼玉スタジアム2002                       | シリア                   | ○5-0        | ハリルホジッチ | 2018 FIFAワールドカップ・アジア2次予選兼 AFCアジアカップUAE予選 |
| 32. | 2016年6月3日   | 豊田           | 豊田スタジアム                           | ブルガリア               | ○7-2        | ハリルホジッチ | キリンカップサッカー2016                                        |
| 33. | 2016年6月7日   | 吹田           | 市立吹田サッカースタジアム               | ボスニア・ヘルツェゴビナ | ●1-2        | ハリルホジッチ | キリンカップサッカー2016                                        |
| 34. | 2016年9月1日   | さいたま       | 埼玉スタジアム2002                       | アラブ首長国連邦         | ●1-2        | ハリルホジッチ | 2018 FIFAワールドカップ・アジア最終予選                         |
| 35. | 2016年9月6日   | バンコク       | ラジャマンガラ競技場                     | タイ                     | ○2-0        | ハリルホジッチ | 2018 FIFAワールドカップ・アジア最終予選                         |
| 36. | 2016年10月6日  | さいたま       | 埼玉スタジアム2002                       | イラク                   | ○2-1        | ハリルホジッチ | 2018 FIFAワールドカップ・アジア最終予選                         |
| 37. | 2016年10月11日 | メルボルン     | ドックランズ・スタジアム                 | オーストラリア           | △1-1        | ハリルホジッチ | 2018 FIFAワールドカップ・アジア最終予選                         |
| 38. | 2016年11月11日 | 鹿嶋           | 茨城県立カシマサッカースタジアム         | オマーン                 | ○4-0        | ハリルホジッチ | キリンチャレンジカップ2016                                      |
| 39. | 2016年11月15日 | さいたま       | 埼玉スタジアム2002                       | サウジアラビア           | ○2-1        | ハリルホジッチ | 2018 FIFAワールドカップ・アジア最終予選                         |
| 40. | 2017年3月23日  | アル・アイン   | ハッザーア・ビン・ザーイド・スタジアム   | アラブ首長国連邦         | ○2-0        | ハリルホジッチ | 2018 FIFAワールドカップ・アジア最終予選                         |
| 41. | 2017年3月28日  | さいたま       | 埼玉スタジアム2002                       | タイ                     | ○4-0        | ハリルホジッチ | 2018 FIFAワールドカップ・アジア最終予選                         |

### ゴール
| #  | 開催年月日   | 開催地   | 対戦国           | 勝敗 | 試合概要                               |
| -- | ------------ | -------- | ---------------- | ---- | -------------------------------------- |
| 1. | 2014年3月5日 | 新宿     | ニュージーランド | ○4-2 | キリンチャレンジカップ2014             |
| 2. | 2015年9月8日 | テヘラン | アフガニスタン   | ○6-0 | 2018 FIFAワールドカップ・アジア2次予選 |

## 出演

### 映画
- 劇場版 獣電戦隊キョウリュウジャー ガブリンチョ・オブ・ミュージック（2013年） - エンディングのみ

### アニメ
- がんばれ! おでんくん（2014年）- 本人役[77]

## 関連書籍
- 2011年3月『高校サッカー聖地物語 僕らが熱くなれる場所』(講談社、安藤隆人) ISBN 4062167034